# Assamfnittertrast
Assamfnittertrast (Trochalopteron chrysopterum) är en fågel i familjen fnittertrastar inom ordningen tättingar.

## Utseende
Assamfnittertrasten är en medelstor (24–26 cm) fnittertrast med brunaktig fjäderdräkt och lysande guldgrönt på vingen och stjärtsidorna. Pannan är gråaktig, örontäckarna bruna och strupen mörkt kastanjebrun. Den är mycket lik kastanjekronad och silverkindad fnittertrast, men den förra har svart på haka och strupe, kraftigt tecknade örontäckare och olivgrå flanker, medan den senare har mörka handpennetäckare, mer utbrett silvergrått på örontäckar och ett brett, grått ögonbrynsstreck som sträcker sig ner på halssidan men saknar fjällning på ryggen.

## Utbredning och systematik
Assamfnittertrast delas upp i fem underarter med följande utbredning:
- Trochalopteron chrysopterum chrysopterum  – bergsskogar i södra Assam (söder om Brahmaputra)
- Trochalopteron chrysopterum godwini  – bergsskogar i sydöstra Assam (bergsområdet Barail)
- Trochalopteron chrysopterum erythrolaemum  – östra Manipur och sydvästra Myanmar (Chin Hills och bergsområdet Arakan Yoma)
- Trochalopteron chrysopterum woodi – nordöstra Myanmar (Kachin och norra Shan States) och närliggande sydvästra Yunnan
- Trochalopteron chrysopterum ailaoshanense – södra Kina (Ailao Shan, Yunnan)

Tidigare behandlades den som en del av kastanjekronad fnittertrast, tillsammans med silverkindad fnittertrast och malackafnittertrast, och vissa gör det fortfarande. Efter uppdelningen behölls underarten woodi, innan ailaoshanense, initialt i kastanjekronad fnittertrast. Fåglar som påträffats i nordöstra Myanmar kan istället höra till silverkindad fnittertrast men inkluderas provisoriskt i woodi.

### Släktestillhörighet
Tidigare inkluderas arterna i Trochalopteron i Garrulax, men genetiska studier har visat att de är närmare släkt med exempelvis prakttimalior (Liocichla) och sångtimalior (Leiothrix).

## Status och hot
Arten har ett stort utbredningsområde, men tros minska i antal, dock inte tillräckligt kraftigt för att den ska betraktas som hotad. Internationella naturvårdsunionen IUCN listar arten som livskraftig (LC).